# Anthrax orcus
Anthrax orcus är en tvåvingeart som först beskrevs av Walker 1849.  Anthrax orcus ingår i släktet Anthrax och familjen svävflugor. Inga underarter finns listade i Catalogue of Life.